# TecnoCampus Mataró-Maresme
El TecnoCampus és un centre adscrit a la Universitat Pompeu Fabra, un Parc Empresarial i incubadora d'empreses, així com un centre de congressos.
Des del 2010, s’ha ampliat l’oferta universitària del TecnoCampus, amb estudis en els àmbits de la tecnologia, les indústries culturals, l’empresa i la salut, a més de quatre màsters universitaris i vuit màsters i postgraus propis, tots amb el segell de qualitat de la Universitat Pompeu Fabra, primera universitat de l’Estat i quarta de l’àmbit europeu en l’U-Multirank, classificació que promou la Unió Europea.

## Història
El 1982 es va crear l'Escola Universitària Politècnica de Mataró (EUPMt) des de l'Institut Municipal de Formació Professional Miquel Biada. La creació d’aquesta escola responia a la voluntat de l'Ajuntament de Mataró de crear una universitat a la ciutat que impartís estudis vinculats amb les enginyeries i les tecnologies de la informació i la comunicació. Va pertànyer a l'Ajuntament de Mataró fins a l'any 2009, data en la quan va ser subrogada a la Fundació TecnoCampus, creada l'any 1998 per l'Institut Municipal de Promoció Econòmica de Mataró (IMPEM) i la mateixa EUPMt, que estudia la possible creació d'un parc tecnològic, per tal que impulsés i consolidés l'activitat universitària i de transferència de tecnologia de la ciutat i el seu entorn. El projecte dibuixava les dues escoles universitàries existents, el centre CETEMMSA, i la Incubadora Tecnològica de Institut Municipal de Promoció Econòmica de Mataró.
El projecte finalment va ser impulsat pel govern de la ciutat, presidit per l'alcalde Manuel Mas, el 1999, recolzant-se en la llavors recentment creada Fundació Politècnica de Mataró que, més tard l'any 2000, va prendre el nom del projecte i va passar a denominar-se Fundació TecnoCampus, presidida per Pilar Gonzàlez-Agàpito.
L’any 2009, l’ESCSET es va integrar en el Parc Científic i de la Innovació Tecnocampus conjuntament amb l’altre centre universitari que hi havia a la ciutat de Mataró, l’Escola Universitària Politècnica (EUPMt), adscrita a la Universitat Politècnica de Catalunya. El curs 2010-11 es va crear l’Escola Superior de Ciències de la Salut, també integrada al TecnoCampus i adscrita a la UPF.
El 2010, després de la subrogació de les dues escoles universitàries amb seu a Mataró a la Fundació TecnoCampus Mataró-Maresme, es crea l’Escola Superior de Ciències de la Salut. El setembre d'aquell mateix any, la llavors ministra de Ciència i Innovació, acompanyada per l'alcalde de Mataró, Joan Antoni Baron, i la presidenta del TecnoCampus, Alícia Romero, es van inaugurar les noves instal·lacions del TecnoCampus, on es va produir la integració física de les tres escoles universitàries i els espais destinats a empreses en un espai comú.
El 2023 va incorporar les dades dels seus integrants al Portal de la Recerca de Catalunya.
L'any 2023, les tres escoles universitàries es transformen en un centre únic, el Centre Universitari TecnoCampus.

## La Fundació
La Fundació TecnoCampus Mataró-Maresme és una organització sense afany de lucre promoguda per l'Ajuntament de Mataró i el Consell Comarcal del Maresme, per gestionar i desenvolupar els estudis universitaris i el parc empresarial i de l'emprenedoria del TecnoCampus. És una fundació de dret privat amb vocació de servei públic en l'educació i en el desenvolupament empresarial.
El Patronat és el màxim òrgan de govern de la fundació, es basa en un sistema de col·laboració publicoprivada. En el patronat hi són presents l'Ajuntament de Mataró, com a principal impulsor del projecte, la Universitat Pompeu Fabra, les associacions empresarials i els sindicats i altres representants de la societat civil.

## Parc Tecnològic
Les instal·lacions del TecnoCampus ocupen prop de 50.000 m2 a primera línia de mar. Van ser inaugurades el 2010, i van ser obra de l'estudi d'arquitectura MBM (Josep Martorell, Oriol Bohigas i David Mackay), i estan formades per una zona de campus, que és la seu de les diferents escoles superiors, i una zona de parc, que es seu d’un centenar d’empreses innovadores.
L'edifici del campus és, a més, la seu de Cetemmsa, centre de transferència tecnològica i recerca aplicada molt vinculat a l’àmbit industrial, teixits intel·ligents, electrònica impresa i wearable. La televisió local de Mataró i el Maresme, Mataró Audiovisual, també hi té la seu. L'edifici del parc és la seu de la Fundació TicSalut, centre de referència en tecnologies de la informació i la comunicació aplicades a la salut i a l'entorn sanitari a Catalunya.
L'edifici consta de tres espais diferenciats. El principal és l'edifici TCM1, on tenen la seu el centre tecnològic Cetemmsa i els tres centres universitaris adscrits a la Universitat Pompeu Fabra, dels quals és titular la Fundació TecnoCampus Mataró-Maresme.
Els edificis TCM-2 i TCM-3 inclouen una incubadora d'empreses i, el 2012, unes 126 empreses en règim de lloguer d'espais.

## Centre Universitari TecnoCampus
L'any 2023, les tres escoles universitàries es transformen en un centre únic, el Centre Universitari TecnoCampus, integrat en el parc que gestiona la Fundació TecnoCampus Mataró-Maresme, que n’ostenta la titularitat. Aquest centre s’estructura en quatre departaments, que agrupen els estudis reglats dels diversos àmbits de coneixement en els quals el TecnoCampus s’ha especialitzat: indústries culturals, tecnologia, empresa i salut.
Aquest canvi obre el camí a una major interrelació entre àmbits de coneixement, sinergies en el funcionament i un reconeixement en el sistema universitari català del model singular del TecnoCampus, un parc tecnològic basat en el coneixement i un centre universitari d’estudis aplicats, orientats a la professionalització, l’emprenedoria i la internacionalització.   

## Antigues Escoles Universitàries
- Escola Superior Politècnica del TecnoCampus (ESUPT), antigament Escola Universitària Politècnica de Mataró (EUPMt), va ser un centre universitari integrat al TecnoCampus i adscrit a la Universitat Pompeu Fabra.[8] Va pertànyer a l'Ajuntament de Mataró fins a l'any 2009, data en la qual va ser subrogada a la Fundació TecnoCampus.[1] A partir del curs acadèmic 2010-11, la EUPMT es va traslladar al recinte universitari i científic TecnoCampus. Fins a aquesta data va estar ubicada a l'Avinguda Puig i Cadafalch 101-111, de Mataró.

- Escola Superior de Ciències Socials i de l'Empresa del TecnoCampus (ESCSET) (anteriorment, Escola Universitària del Maresme). Va ser creada pel Consell Comarcal del Maresme, i va tenir la seva seu a l'emblemàtic edifici del Nàutic, situat al passeig marítim, fins a la integració en el TecnoCampus el 2010. El director del centre és el professor Josep Maria Raya.
- Escola Superior de Ciències de la Salut del TecnoCampus (ESCST). És el centre universitari de més recent creació del TecnoCampus, ja que es va posar en marxa el 2010 amb la inauguració de les noves instal·lacions del parc.

Segons recull la memòria del TecnoCampus del curs 2017-2018, la xifra d'estudiants aquell curs va ser de 3.535, en setze titulacions de grau i doble grau, dos màsters universitaris oficials i onze titulacions de postgrau pròpies.